# Schuchow-Radioturm
Der Schuchow-Radioturm (russisch Шуховская башня; Transkription: Schuchowskaja Baschnja), auch: Schabolowka-Radioturm, ist ein 150 Meter hoher hyperbolischer Stahlfachwerkturm in Moskau, der 1922 als Sendeturm für den sowjetischen Rundfunk errichtet und nach seinem Konstrukteur, Wladimir Schuchow (1853–1939), benannt wurde.

## Geschichte
Nach der Oktoberrevolution 1917 erhielt Schuchow schon bald einen seiner größten Aufträge: die Errichtung eines 350 Meter hohen Sendeturms der Komintern-Radiostation an der Schabolowka-Straße in Moskau. Im Jahr 1919 legte Schuchow Entwurf und Berechnungen für einen Turm vor, der trotz größerer Höhe als der 1889 gebaute Eiffelturm lediglich ein Viertel von dessen Stahlmenge erfordert hätte. Da aber in Moskau zu der Zeit selbst diese 2200 Tonnen nicht verfügbar waren, unterschrieb Lenin im Sommer schließlich eine Verfügung zum Bau einer 150 Meter hohen Version. Der Turm war eine Weiterentwicklung der Wassertürme und bestand aus sechs übereinander gestellten Hyperboloiden. Die Basen der einzelnen Stockwerke wurden durch biegesteife Ringe gebildet. Diese Konstruktion ermöglichte überdies ein verblüffend einfaches Bauverfahren. Innerhalb des untersten Turmteils wurde das jeweils nächste Segment am Boden zusammengebaut und anschließend mithilfe von fünf einfachen Holzkränen in die Höhe gezogen. Der Bau des Turms löste im jungen Staat große Begeisterung aus. Schuchow hatte Berechnungen angestellt, dass mit drei Sendetürmen der ursprünglich vorgesehenen Höhe die ganze Sowjetunion hätte abgedeckt werden können. Es blieb allerdings beim Bau des einen, verkleinerten Turms.
Auf der Hälfte der Stahlprofile, die in der Konstruktion des Turmes verwendet wurden, befindet sich der Stempel der Firma Krupp. Der Schuchow-Radioturm ist für die Öffentlichkeit nicht zugänglich. Heute dient er als Mobilfunkmast.
2014 wurde der Abriss des Turms oder zumindest die Versetzung an einen anderen Standort geplant, angeblich wegen Schäden an der Konstruktion, wobei jedoch wohl eher eine lukrative Neubebauung des Geländes der Grund für diese Überlegungen war. Nachdem internationale Denkmalpflegefachleute einen Protestbrief an Präsident Putin gerichtet hatten, beschloss das Moskauer Stadtparlament am 16. Juli 2014, den Abbau des Turms vorerst nicht durchzuführen.
Der im Jahr 1991 angebrachte Antennenaufsatz wurde im Herbst 2015 entfernt. Durch diese Maßnahme schrumpfte der Turm von 160 auf 150 Meter. Im März 2016 wurde ein Stahlgerüst im Inneren des Turms zur Entlastung der Außenwände angebracht. Im Januar 2017 startete der russische Staatsrundfunk als Eigentümer eine Projektplanung zur Sanierung des Schuchow-Radioturms.

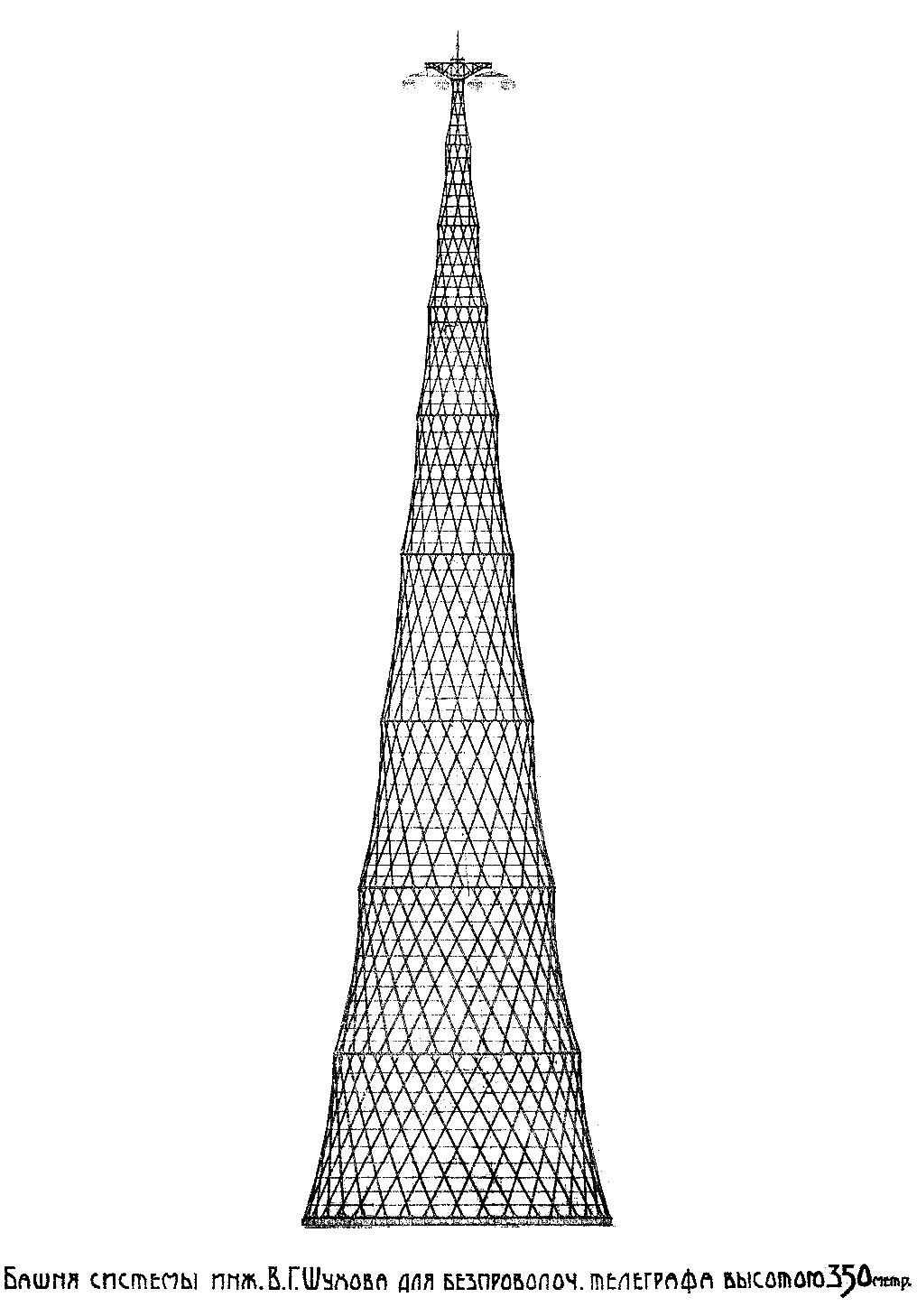
Das erste Projekt des Schuchow-Radioturms, Höhe 350 Meter, 1919
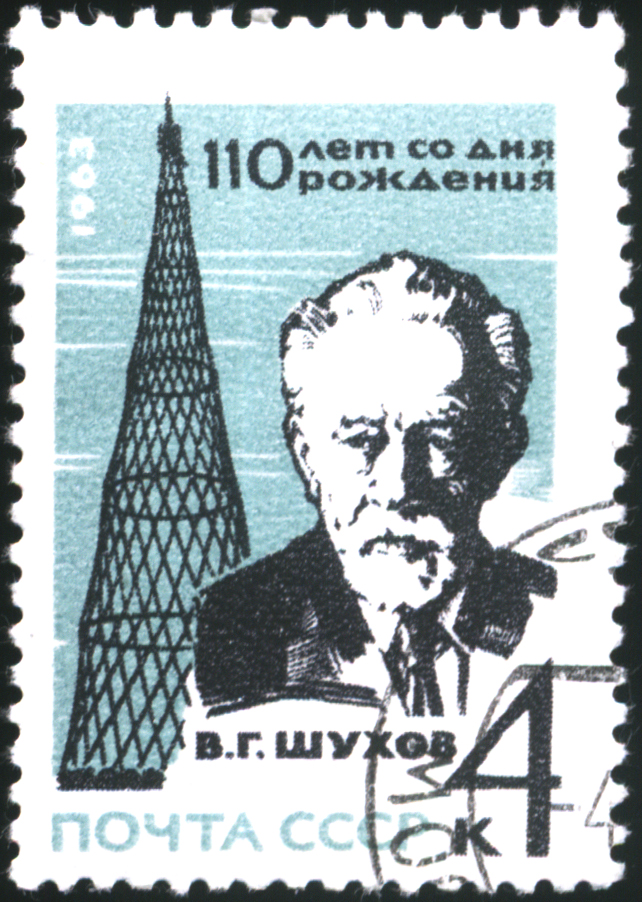
Briefmarke 1963
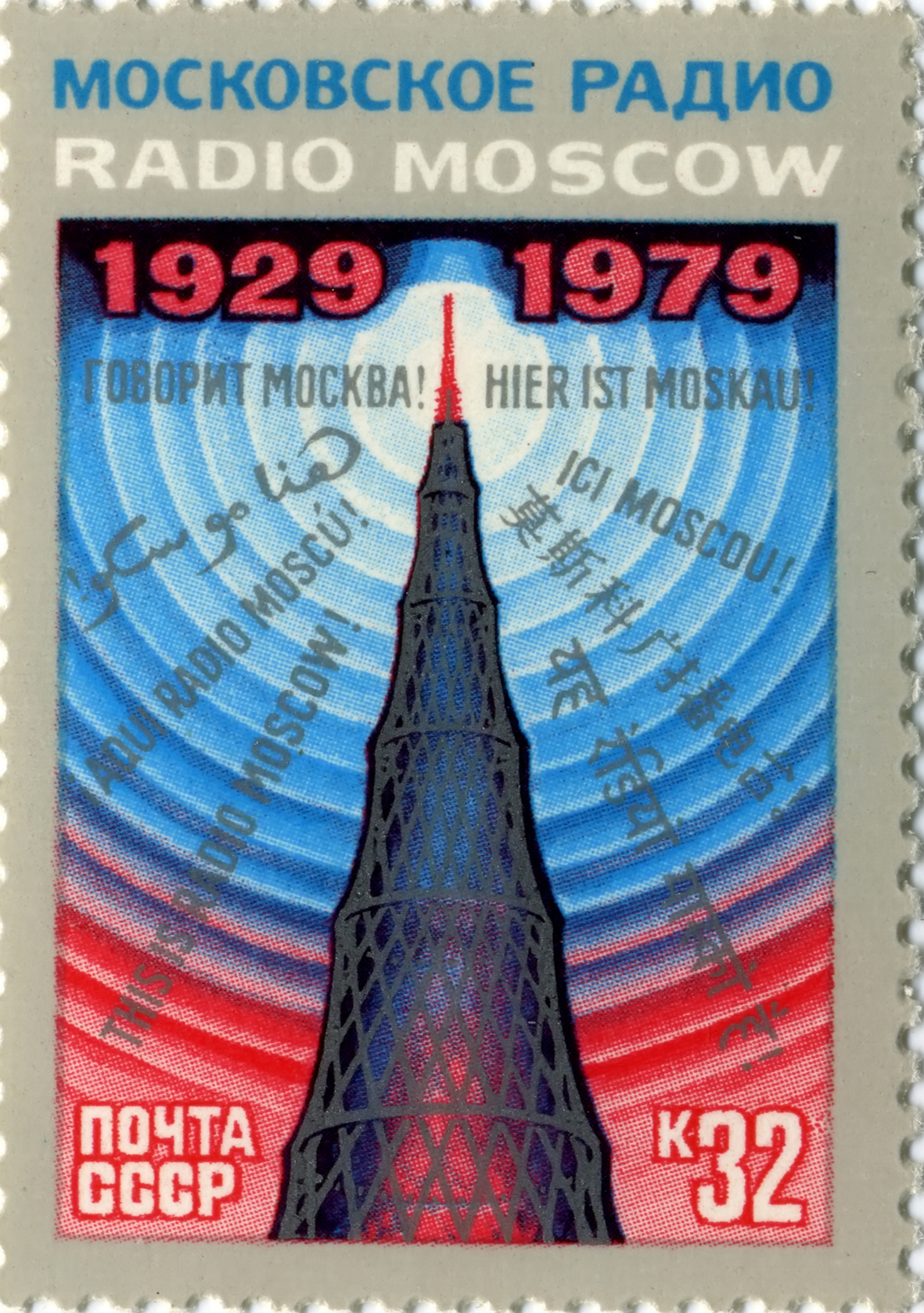
Briefmarke 1979
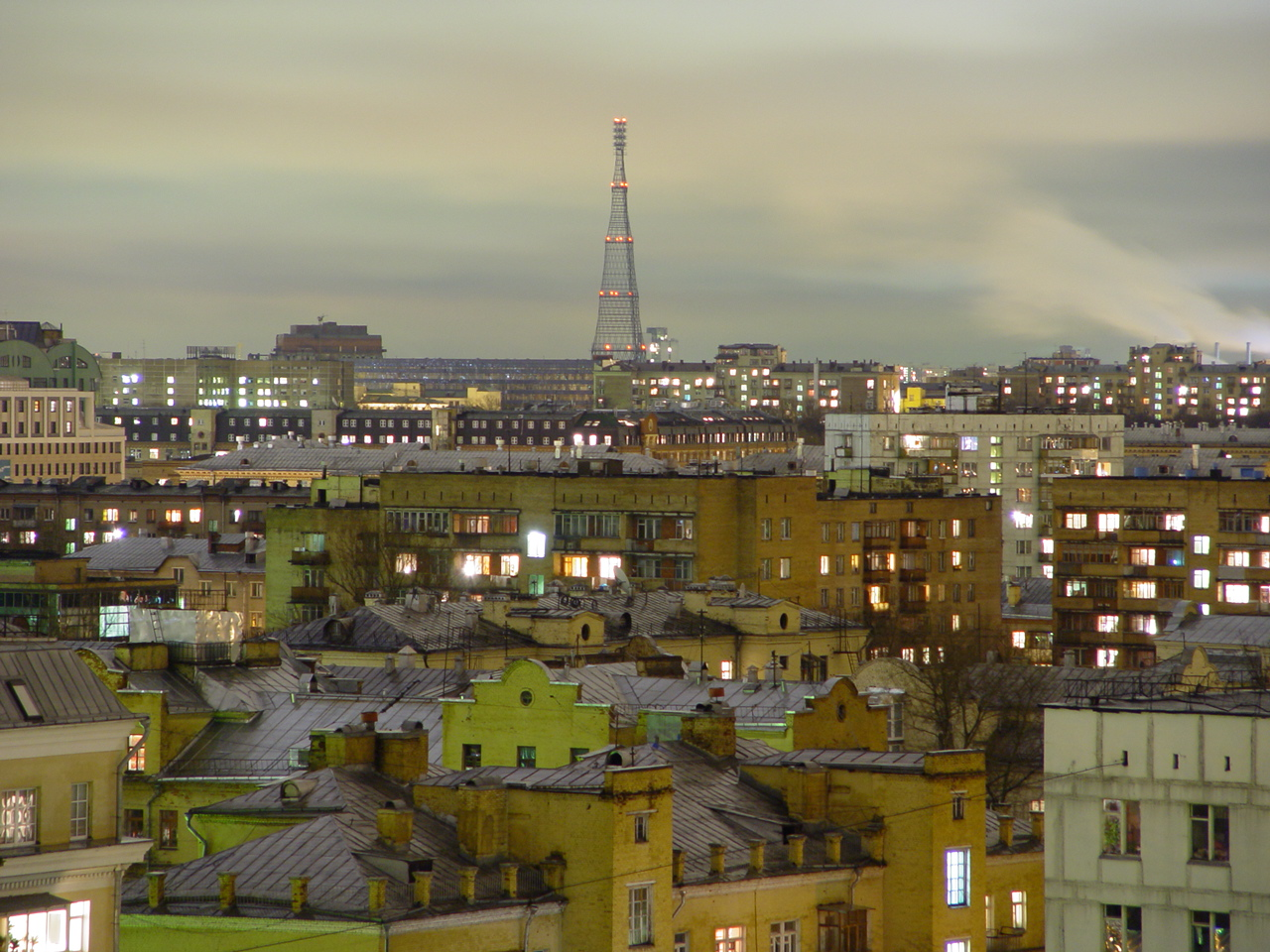
Abendansicht 2002
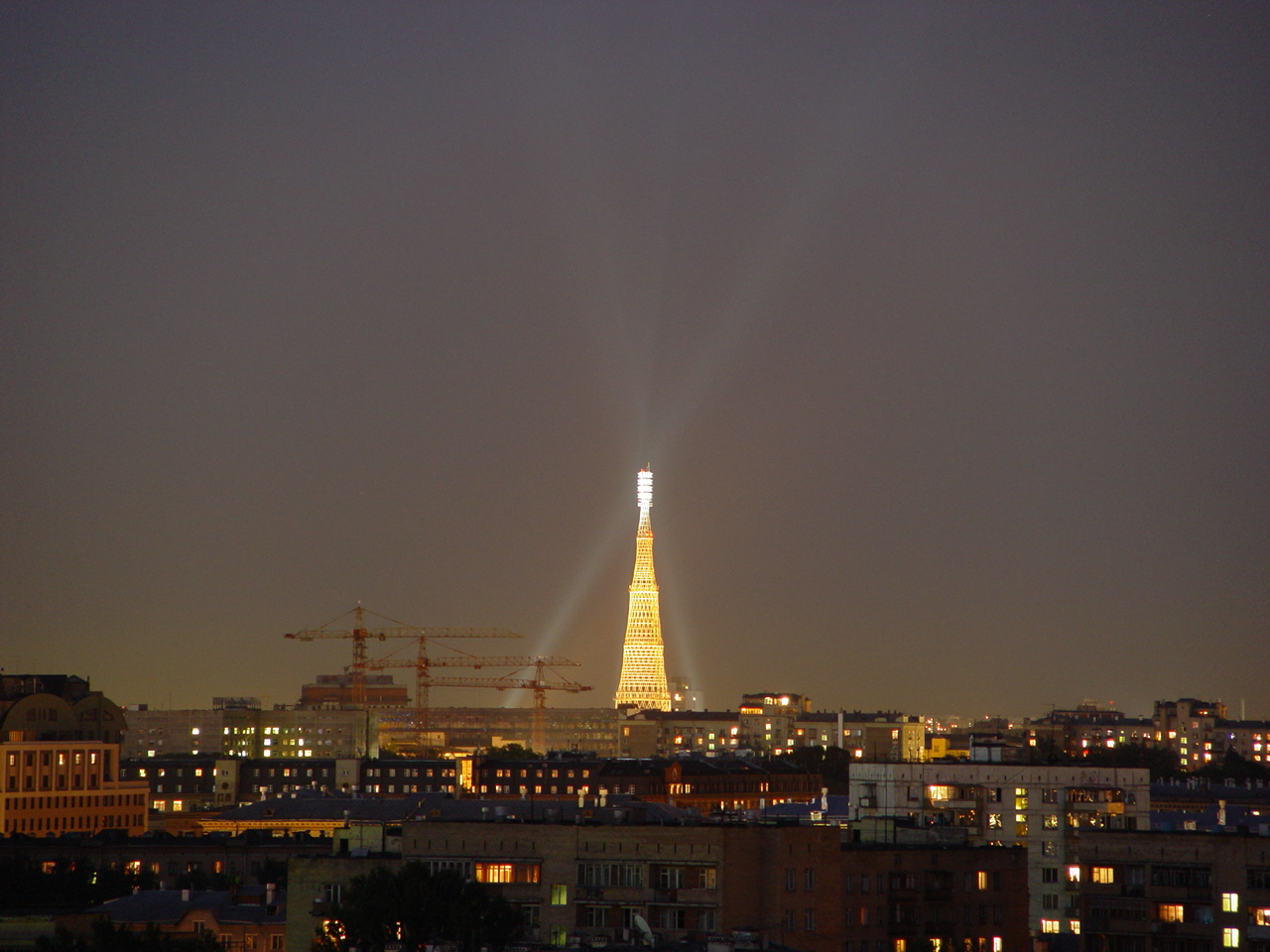
Bei Nacht 2003
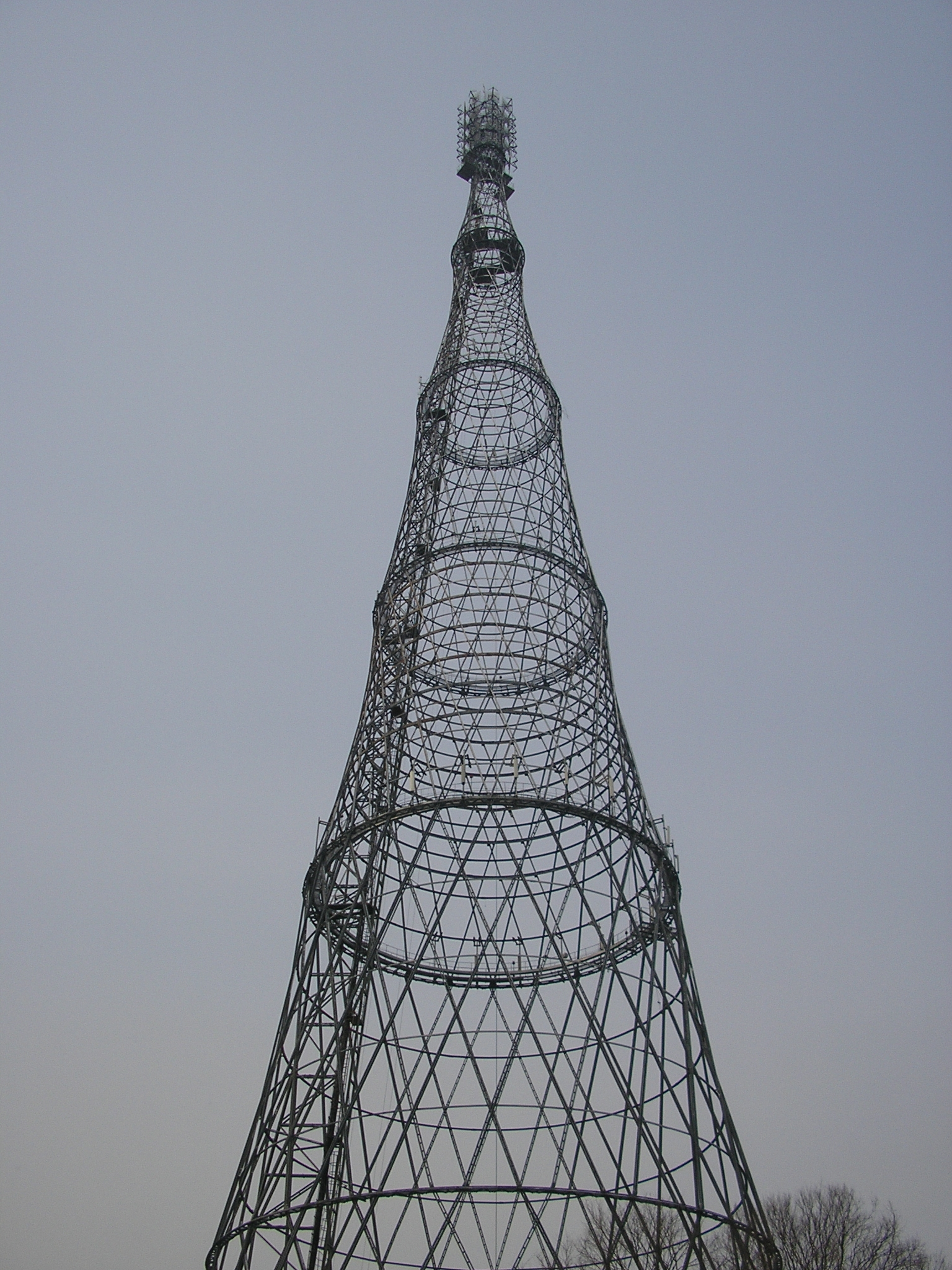
Schuchow-Radioturm 2006
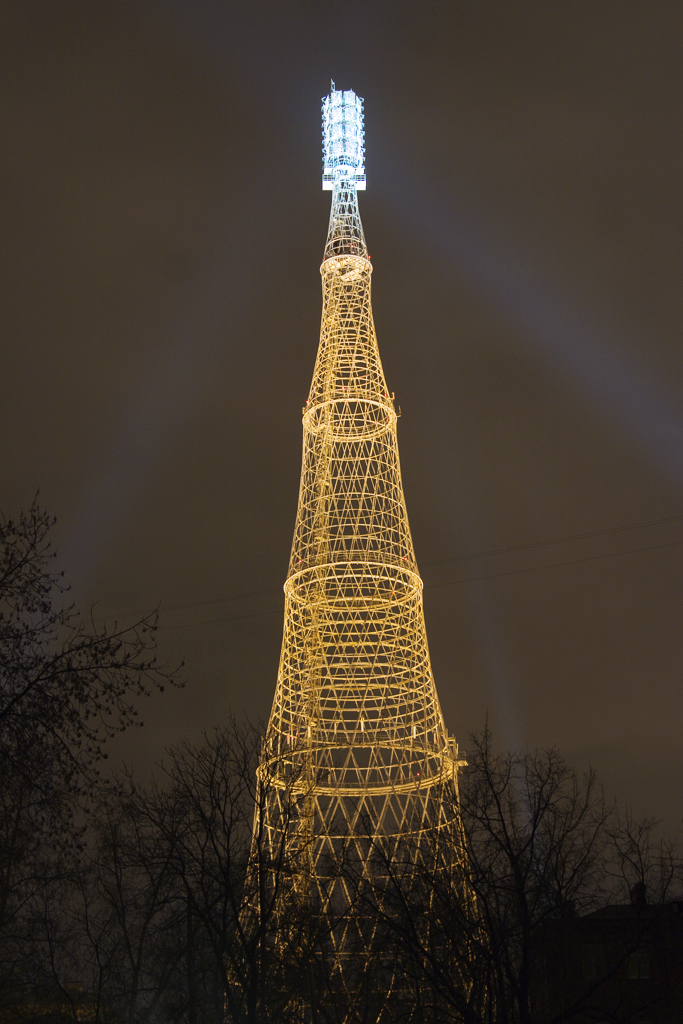
Nachtaufnahme 2007
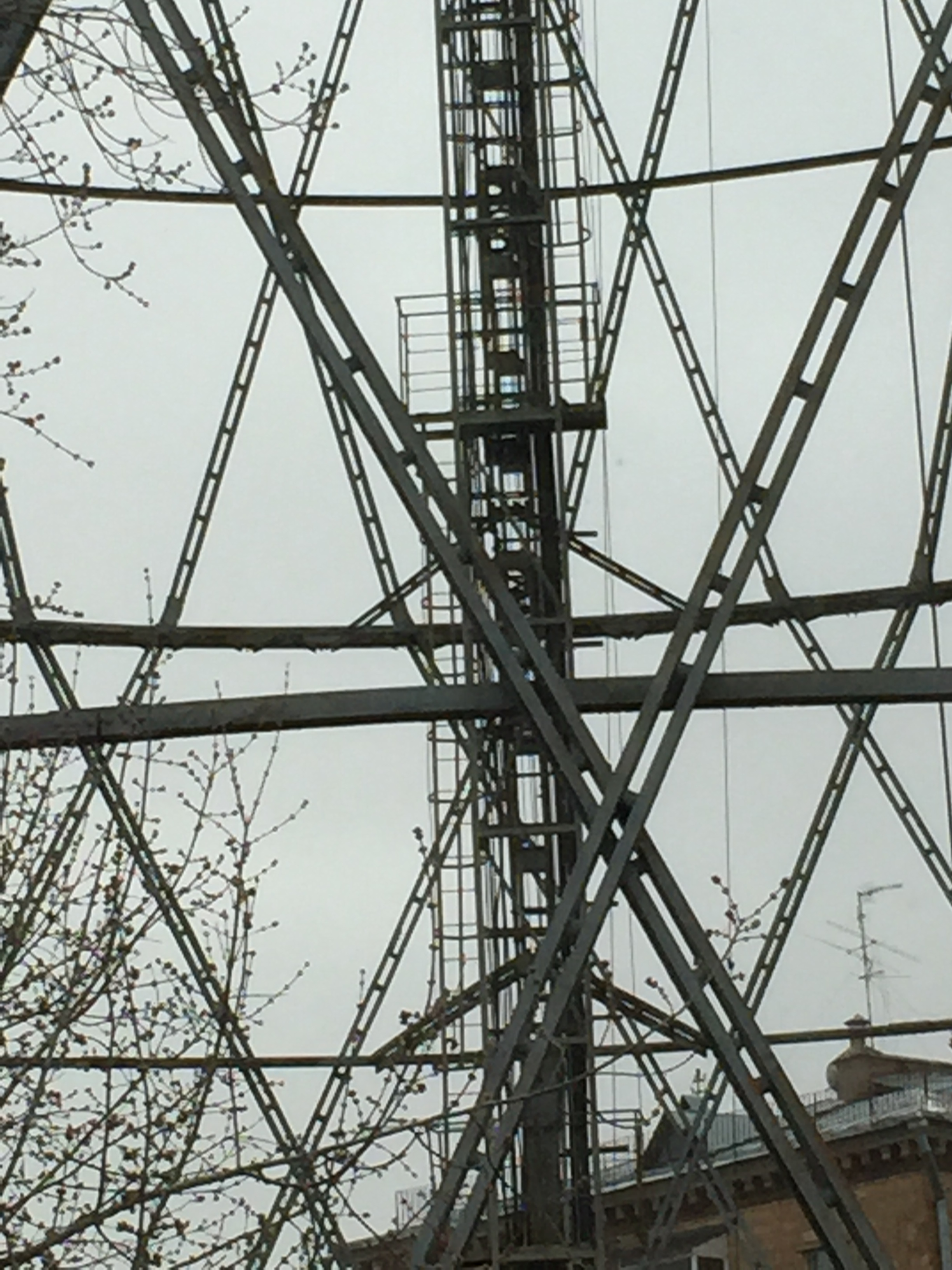
Detail der Struktur
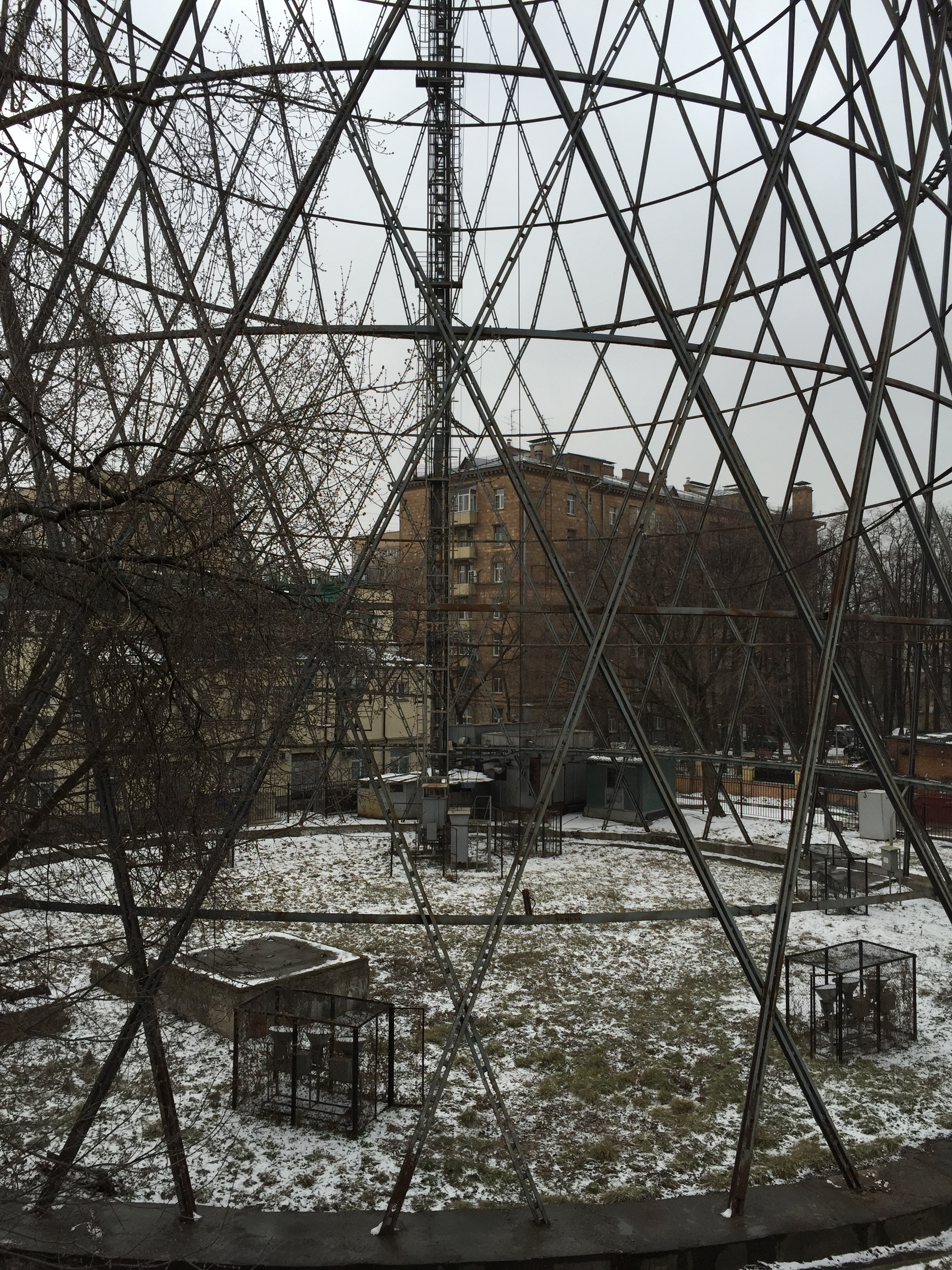
Fundament
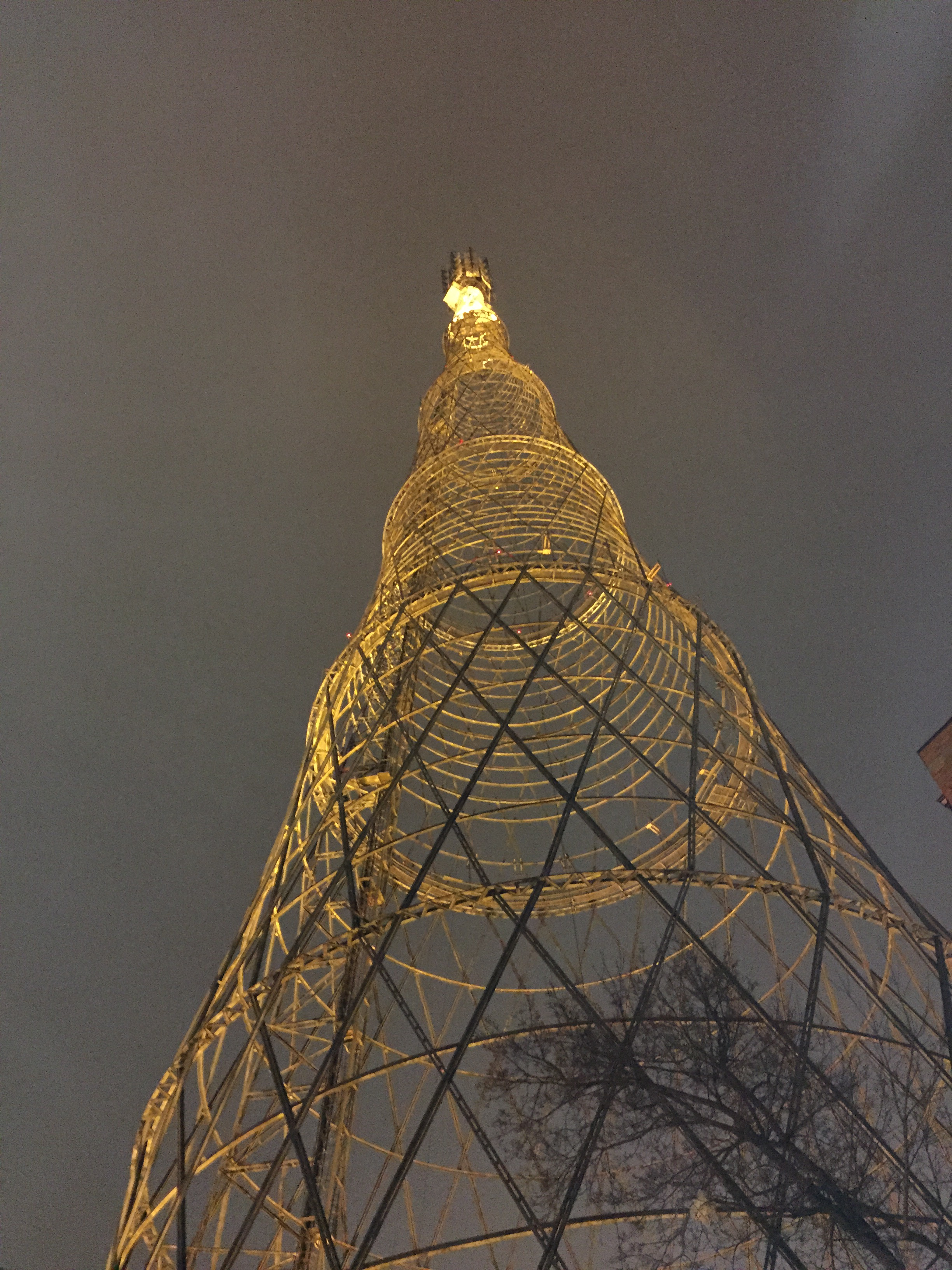
Ansicht bei Nacht
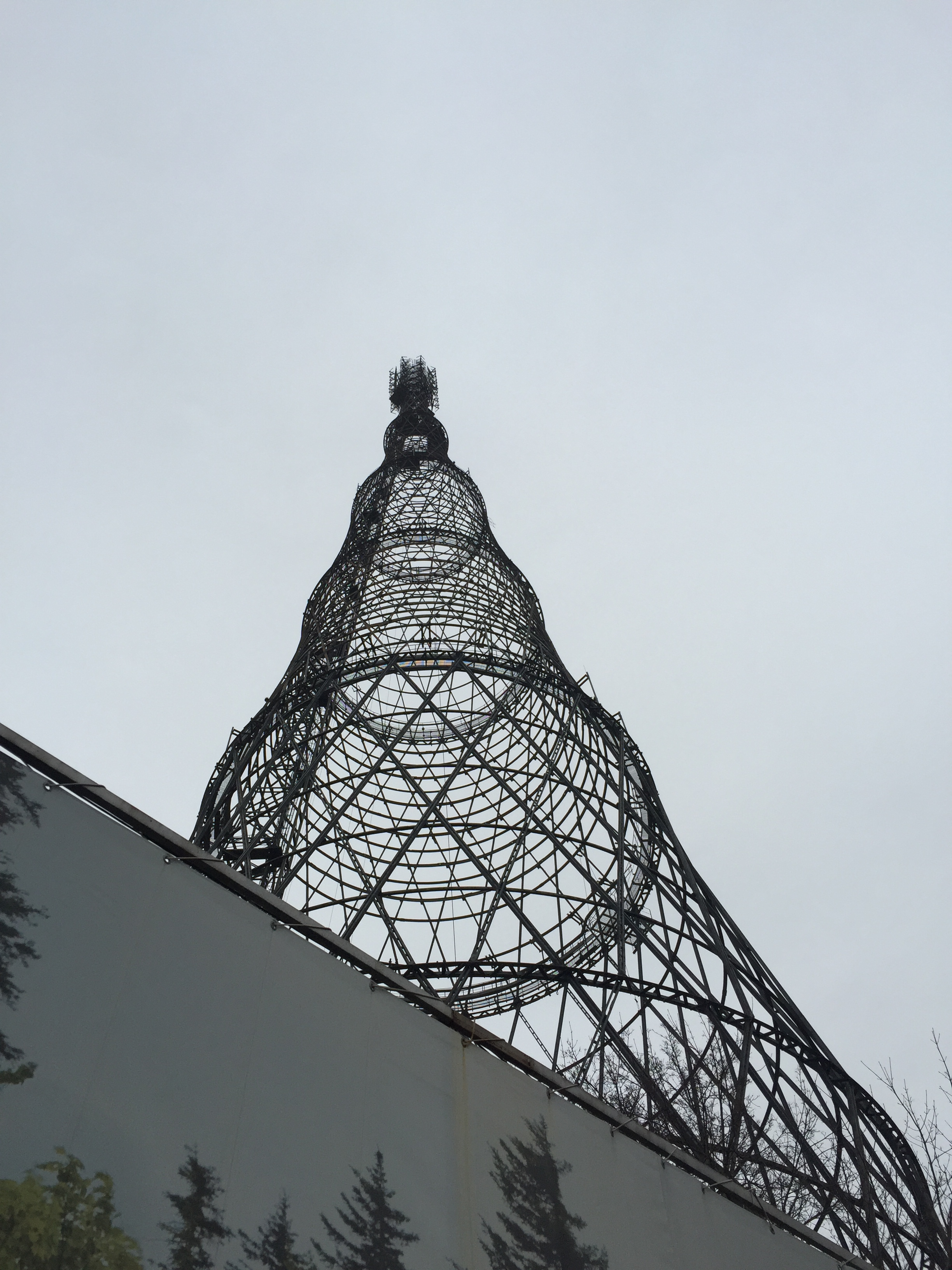
Ansicht bei Tag